# Трипанофобија
Трипанофобија представља страх од медицинске игле, убода, инјекције, познат у медицинској литератури као фобија од игле, је екстремни страх од медицинских процедура које укључују ињекције или хиподермичне игле.
Повремено се назива аихмофобија, иако се овај израз може односити и на општији страх од оштро шиљатих предмета.

## Преглед и учесталост
Стање је званично признато 1994. године у ДСМ-ИВ (Дијагностички и статистички приручник за менталне поремећаје, 4. издање) као специфична фобија типа повреде од убризгавања крви (БИИ фобија). Реакције на нивоу фобије на инјекције доводе до тога да оболели избегавају инокулације, анализе крви, а у тежим случајевима и сву медицинску негу.
Процењује се да најмање 10% одраслих Американаца има страх од игала, а вероватно је да је стварни број већи, јер најтежи случајеви никада нису документовани због тежње оболелих да избегавају све медицинске третмане. 1] Дијагностички критеријуми за БИИ фобије су строжи, са процењеном преваленцијом од 3-4% у општој популацији, а то укључује и фобије повезане са крвљу.
Преваленција страха од игала је у порасту, а две студије показују пораст међу децом са 25% у 1995. на 65% у 2012. (за оне рођене после 1999. године). Професорка Универзитета Аугуста Ејми Бакстер приписује ово повећање повећању примене допунских ињекција око 5 година, што је довољно старо да се сећа и довољно младо да би могло да доведе до формирања фобије.

## Еволуциона основа
Према др Џејмсу Г. Хамилтону, аутору пионирског рада о фобији од игле, вероватно је да облик фобије од игле који је генетски има неку основу у еволуцији, с обзиром на то да су пре више хиљада година људи који су пажљиво избегавали убодне ране и друге случајеве пробадања тела имали веће шансе за преживљавање. 
Дискусија о еволуционој основи фобије од игле у Хамилтоновом прегледном чланку тиче се вазовагалног типа фобије од игле, што је подтип фобије типа повреде од убризгавања крви. Ова врста фобије од игле је јединствено окарактерисана двофазним вазовагалним одговором. Прво, долази до кратког убрзања откуцаја срца и подизања крвног притиска. Ово је праћено наглим падом и откуцаја срца и крвног притиска, што понекад доводи до несвестице. Губитак свести понекад је праћен конвулзијама и бројним брзим променама нивоа многих различитих хормона.
Други чланци из медицинских часописа расправљали су о додатним аспектима ове могуће везе између вазовагалне синкопе и еволуционе способности у фобијама од повреде од убризгавања крви.
Теорија еволуционе психологије која објашњава повезаност са вазовагалном синкопом је да су неки облици несвестице невербални сигнали који су се развили као одговор на повећану агресију међу групама током палеолита. Повређени борац који се онесвестио сигнализира да не представља претњу. Ово би могло објаснити везу између несвестице и надражаја као што су пуштање крви и повреде.

## Врсте
Иако се фобија од игле дефинише једноставно као екстремни страх од медицинских ињекција, појављује се у неколико варијанти.

### Васовагал
Иако већина специфичних фобија потиче од самих појединаца, најчешћи тип фобије од игле, који погађа 50% оболелих, је наследна вазовагална рефлексна реакција. Отприлике 80% људи са страхом од игала наводи да рођак у првом степену показује исти поремећај.
Васовагалне реакције могу бити изазване призором, мишљу или осећањем игала или предмета сличних игли. Физиолошке промене повезане са овом врстом фобије такође укључују осећај несвестице, знојење, вртоглавицу, мучнину, бледило, зујање у ушима, нападе панике, и у почетку висок крвни притисак и број откуцаја срца праћених падањем оба у тренутку убризгавања. Примарни симптом вазовагалног страха је вазовагална синкопа, или несвестица због пада крвног притиска.
Многи људи који пате од несвестице током процедура иглом не пријављују свесни страх од саме процедуре иглом, већ велики страх од реакције вазовагалне синкопе. Људи се више плаше нежељених ефеката ниског крвног притиска изазваних идејом о игли.
Студија у медицинском часопису Цирцулатион закључила је да код многих пацијената са овим стањем (као и код пацијената са ширим спектром фобија од крви/повреде), почетна епизода вазовагалне синкопе током поступка иглом може бити примарни узрок фобије од игле. него било који основни страх од игала. Ови налази поништавају уобичајена веровања о узрочно-последичном обрасцу фобије од игле са вазовагалном синкопом.
Иако је већина фобија у одређеној мери опасна, фобија од игле је једна од ретких која заиста може да доведе и до смртног случаја. У случајевима тешке фобије, пад крвног притиска изазван вазовагалним шок рефлексом може изазвати смрт. У Хамилтоновом прегледном чланку из 1995. о фобији од игле, успео је да документује 23 смрти као директну последицу васовагеалне реакције, односно шока током поступка иглом.
Најбоља стратегија лечења за ову врсту фобије од игле је историјски била десензибилизација или прогресивно излагање пацијента постепеном застрашујућим стимулансима, омогућавајући им да постану десензибилизовани на стимулус који покреће фобични одговор. Последњих година, техника позната као „примењена напетост“ постаје све више прихваћена као често ефикасно средство за одржавање крвног притиска како би се избегли непријатни, а понекад и опасни аспекти вазовагалне реакције.

### Асоцијативни страх
Асоцијативни страх од игала је други најчешћи тип, који погађа 30% фобика од игле. Овај тип је класична специфична фобија у којој трауматски догађај као што је изузетно болан медицински поступак или присуство члана породице или пријатеља који се подвргава таквој процедури, доводи до тога да пацијент повеже све процедуре које укључују игле са оригиналним негативним искуством.
Овај облик страха од игала изазива симптоме који су првенствено психолошке природе, као што су екстремна необјашњива анксиозност, несаница, преокупација предстојећом процедуром и напади панике. Ефикасни третмани укључују когнитивну терапију, хипнозу и/или давање лекова против анксиозности.

### Ресистивност
Страх од отпора од игала се јавља када основни страх укључује не само игле или ињекције, већ и контролу или обуздавање. Обично произилази из васпитања или лошег руковања претходним процедурама игле (на пример, присилно физичко или емоционално обуздавање).
Овај облик фобије од игле погађа око 20% оболелих. Симптоми укључују борбеност, висок број откуцаја срца у комбинацији са изузетно високим крвним притиском, насилни отпор, избегавање и бежање. Предложени третман је психотерапија, што може укључивати подучавање пацијената техникама самоубризгавања или проналажење здравственог радника од поверења.

### Хипералгетички страх
Хипералгетички страх од игле је још један облик који нема толико везе са страхом од стварне игле. Пацијенти са овим обликом имају наследну преосетљивост на бол, или хипералгезију. Њима је бол од ињекције неподношљиво велика и многи не могу да схвате како неко може да толерише такве поступке.
Овај облик страха од игле погађа отприлике 10% људи са фобијом од игле. Симптоми укључују екстремно појачану анксиозност и повишен крвни притисак и број откуцаја срца на непосредној тачки продирања игле или неколико секунди пре тога. Препоручени облици лечења укључују неки облик анестезије, било локалну или општу.

### Заменски страх
Док присуствује процедурама које укључују игле, могуће је да фобичар доживи симптоме напада фобије иглом, а да му се заправо не убризгава ињекција. Подстакнут погледом на ињекцију, фобичар може испољити нормалне симптоме вазовагалне синкопе, а несвестица или колапс су чести. Иако узрок овога није познат, то може бити због фобичног замишљања да се поступак изводи на њима самима. Недавна неуронаучна истраживања показују да осећај убода иглом и гледање како нечија рука убоде игла активира исти део мозга.

### Коморбидитет и окидачи
Страх од игала, посебно у тежим облицима, често је у комбинацији са другим фобијама и психичким обољењима; на пример, јатрофобија, или ирационални страх од лекара, често се виђа код пацијената са фобијом од игле.
Пацијент који има фобију од игле не мора физички да буде у ординацији да би доживео нападе панике или анксиозност изазвану фобијом од игле. Постоји много покретача у спољном свету који могу довести до напада кроз удруживање. Неки од њих су крв, повреде, поглед на иглу физички или на екрану, игле за папир, шприцеви, собе за прегледе, бели лабораторијски мантили, зубари, медицинске сестре, мирис антисептика повезан са канцеларијама и болницама, призор особе која физички подсећа на редовног лекара пацијента, или чак чита о страху.

### Лечење, ублажавање и алтернативе
Медицинска литература предлаже бројне третмане за које се показало да су ефикасни за специфичне случајеве фобије од игле, али даје врло мало смерница за предвиђање који третман може бити ефикасан у било ком конкретном случају. У наставку су неки од третмана који су се показали ефикасним у неким специфичним случајевима.
Етил хлорид спреј (и друга средства за замрзавање). Лако се примењује, али пружа само површну контролу бола.
Џет ињектори. Млазни ињектори раде тако што убацују супстанце у тело кроз млаз гаса под високим притиском за разлику од игле. Иако они елиминишу иглу, неки људи наводе да изазивају већи бол. Такође, оне су од помоћи само у веома ограниченом броју ситуација које укључују игле; на пример, инсулин и инокулације.
Јонтофореза. Јонтофореза покреће анестетик кроз кожу помоћу електричне струје. Пружа ефикасну анестезију, али је генерално недоступна. Погодан је за потрошаче на комерцијалном тржишту и неки га сматрају незгодним за употребу.
ЕМЛА је крема за локалну анестезију која је еутектичка мешавина лидокаина и прилокаина. То је крема на рецепт у Сједињеним америчким државама, а доступна је без рецепта у неким другим земљама. Иако није тако ефикасан као јонтофореза, пошто ЕМЛА не продире тако дубоко као анестетици вођени јонтофорезом, ЕМЛА пружа једноставнију примену од јонтофорезе. ЕМЛА продире много дубље од обичних локалних анестетика и делује адекватно за многе појединце.
Аметоп. Чини се да је Аметоп гел ефикаснији од ЕМЛА за елиминисање бола током пункције вене.
Лидокаин/тетракаин фластер. Самозагревајући анестетички фластер који садржи еутектичку мешавину лидокаина и тетракаина доступан је у неколико земаља, а владине агенције су га посебно одобриле за употребу у процедурама иглом. Фластер је продат под трговачким именом Синера у Сједињеним Државама и Рапидан у Европској унији. Сваки фластер је био упакован у херметички затворену кесу. Почео је лагано да се загрева када је фластер уклоњен из паковања и изложен ваздуху. За фластер је било потребно 20 до 30 минута да би се постигао потпуни анестетички ефекат. Синера фластер је одобрила Управа за храну и лекове Сједињених Држава 23. јуна 2005. 11. новембра 2022. произвођач је најавио да ће прекинути производњу и продају фластера широм света до краја 2022. године.
Бихевиорална терапија. Ефикасност ове терапије увелико варира у зависности од особе и тежине стања. Постоји одређена дебата о ефикасности бихејвиоралних третмана за специфичне фобије, иако су доступни неки подаци који подржавају ефикасност приступа као што је терапија изложеношћу. Било која терапија која подржава методе опуштања може бити контраиндикована за лечење страха од игала, јер овај приступ подстиче пад крвног притиска који само појачава вазовагални рефлекс. Као одговор на ово, приступи степенованог излагања могу укључити компоненту суочавања која се ослања на примењену тензију као начин за спречавање компликација повезаних са вазовагалним одговором на специфичну крв, повреду, стимулус типа ињекције.
Азот оксид (гас за смех). Овај третман ће обезбедити седацију и смањити анксиозност за пацијента, заједно са неким благим аналгетичким ефектима.
Инхалациона општа анестезија. Овај третман ће елиминисати сву бол, а такође и сва сећања на било коју процедуру иглом. Међутим, често се сматра екстремним решењем. У већини случајева то није покривено осигурањем и већина лекара га неће затражити. То може бити ризично и скупо и може захтевати дужи боравак у болници.
Бензодиазепини, као што су диазепам (Валиум), лоразепам (Ативан), алпразолам (Ксанак) или клоназепам (Клонопин), могу помоћи у ублажавању анксиозности због фобије игле, каже др Џејмс Хамилтон. Ови лекови почињу да делују у року од 5 до 15 минута од ингестије. Релативно велика орална доза може бити неопходна.
Затезање трбушних мишића може помоћи у избегавању несвестице.[
Ометање може да смањи уочени бол, на пример претварањем да кашље, обављање визуелног задатка, гледање видео записа, слушање музике или играње видео игрице.
Одређени лекови и вакцине, као што је жива атенуирана вакцина против грипа, могу се давати назално.